# Richard Rolle
Pour les articles homonymes, voir Rolle.
Richard Rolle est un ermite et auteur mystique anglais du XIVe siècle. Aussi appelé « Richard de Hampole », il est né en 1290 à Thornton dans le Yorkshire du Nord et est mort le 29 septembre 1349 à Hampole près de Doncaster. Avec Walter Hilton, Julienne de Norwich, Margery Kempe et l'auteur du Nuage de l'inconnaissance, il est l'un des auteurs mystiques anglais les plus influents.
Richard Rolle a laissé une œuvre assez vaste en latin et en anglais principalement composée de commentaires de la bible et d'écrits sur la vie contemplative. Son expression est souvent poétique. On trouve notamment dans ses écrits en anglais des passages narratifs sur son expérience spirituelle. Il la décrit comme un embrasement intérieur qu'il commença à ressentir au début de sa vie érémitique, une chaleur causée par Dieu, douce à éprouver et qui procure de la joie. Dans les passages autobiographiques de son œuvre, Richard Rolle dit que cette expérience l'a détourné de tout attrait pour les créatures tandis qu'il s'est entièrement consacré à la contemplation dans une vie solitaire.
Dès le XIVe siècle, des copies de ses textes ont été diffusées non seulement en Angleterre mais aussi dans toute l'Europe, en particulier dans les régions rhénanes. Par l'intermédiaire des chartreux, des Brigittins et des courants réformateurs rhénans qui ont contribué à la diffusion de ses écrits, Richard Rolle a exercé une grand influence sur les développements de la mystique et des écrits relatifs à la vie contemplative du XIVe au XVIe siècle.

## Biographie
Les faits de la vie de Richard Rolle sont connus principalement par les indications laissées dans l’Office de Saint Richard de Hampole, composé peu après sa mort par ceux qui furent témoins de sa vie et espéraient sa canonisation.
À 19 ans, alors qu'il est étudiant à Oxford, Richard Rolle a choisi de vivre en ermite et de s'adonner à la vie contemplative. Dans un premier temps sa famille le croit fou, puis, ayant reçu divers soutiens, il mène la vie contemplative qu'il s'est choisie. Dans ses écrits il se défend de l’accusation d'instabilité disant qu'il avait « certainement cherché la solitude, tout en changeant d'un lieu à l'autre ». Seuls trois lieux parmi ceux où il a vécu ont pu être identifiés. Il a commencé sa vie d'ermite en s’établissant pendant peut-être deux ou trois ans dans la maison de John Dalton, un Seigneur local. Il a plus tard séjourné à Richmond. Enfin, alors qu'il avait acquis une grand notoriété, il a passé les dernières années de sa vie près du monastère des cisterciennes de Hampole, d'où le nom de « Richard de Hampole » qui lui est parfois donné. Les autres lieux où il a vécu entretemps ne sont pas connus. L'idée selon laquelle Richard Rolle aurait effectué un séjour à Paris pour y être étudiant à la Sorbonne est aujourd'hui le plus souvent considérée comme improbable.
Des questions sur la vie de Richard Rolle restent sans réponse, notamment celle de savoir s'il fut prêtre. Richard Rolle a prêché, parfois même au cours de liturgies, ce qui peut laisser penser qu'il a été prêtre, mais il est aussi possible qu'il ait été autorisé à prononcer ces homélies sans être prêtre. S'il est certain qu'il a vécu plusieurs années près du monastère des cisterciennes de Hampole, sa situation vis-a-vis de ce couvent reste difficile à saisir. Peut-être que, vivant à proximité, il y assumait une fonction de prédicateur ou d'accompagnateur spirituel.
Son décès survient en 1348, date qui coïncide avec celle d'une épidémie de peste dans la région. Cependant on ne sait pas si c'est de cela qu'il est mort, ni l'âge qu'il avait cette année-là. À son décès Richard Rolle est tenu pour un saint par les moniales de Hampole qui composent alors un office en vue de sa canonisation. Vers 1380, un culte commence à se développer dans les environs du couvent de Hampole. Cependant, bien que les écrits de Richard Rolle ont été beaucoup plus largement diffusés, son culte n'est resté que local.

## Œuvre
Richard Rolle a laissé une œuvre assez vaste et sa réputation fut telle que de nombreux textes lui furent attribués. D'anciennes éditions de ses œuvres contiennent ainsi des écrits dont l'attribution lui a ensuite été retirée. En 1927, Hope Emily Allen a publié une étude qui fait autorité sur le sujet et dont il ressort que l'on peut authentiquement attribuer à Richard Rolle 19 traités et lettres ainsi que trois poèmes. Cette œuvre n'a jamais été entièrement éditée, et certains textes ne sont consultables que sur manuscrit.

### Commentaires bibliques
- Commentaire du Psautier, Commentaire du Cantique des Cantiques, Commentaire de l'Apocalypse, Lamentations de Jérémie

### Écrits sur la vie contemplative sous forme de commentaire de passages bibliques
- Judica me Deus, probablement l'un des premiers écrits de Richard Rolle.
- Misercordias Domini
- Mulierem fortem.
- Commentaire du Psaume 20

### Commentaires de textes bibliques dans leur forme liturgique
- Super lectiones Job
- Commentaire du Pater
- Commentaire sur le Symbole de Apôtres

### Écrits personnels et théologiques
Trois traités qui peuvent être considérés comme ses écrits de la maturité : le De Amore Dei, contra amatores mundi, l’Incendium Amoris et le Melos Amoris. Une traduction en français de ce dernier traité a été publiée aux Sources Chrétiennes.

### Lettres sur la vie contemplative
- Ego Domino
- Commandment
- Emendatio Vitae.

### Poèmes
- Canticum Amoris